# Vlokia
Vlokia (лат.) — род суккулентных растений семейства Аизовые (Aizoaceae), подсемейства Ruschioideae, естественно произрастающий на территории Капской провинции Южно-Африканской Республики.

## Название
Научное родовое название Vlokia было дано в честь Яна Влока (Jan H. J. Vlok), который ранее занимал должность советника по вопросам окружающей среды в Департаменте охраны природы Кейптауна, Южная Африка, и был активным коллекционером растений.
В отсутствие русскоязычного названия рода в авторитетных источниках, вероятным вариантом названия на русском языке будет «Влокия».

## Ботаническое описание
Род представлен многолетними карликовыми растениями с хохлатыми, редковетвистыми стеблями. С возрастом они образуют стелющиеся стебли, достигающие длины до 100 мм и толщины около 4 мм. Междоузлия имеют длину от 2 до 5 мм. Старые листья сохраняются на растении в течение 8-10 лет, они могут быть сморщенными, но сохраняют свою форму. Корни проволочные и тонкие, коричневатого цвета, располагаются на протяжении до 300 мм. Листья супротивные, сросшиеся у основания, примерно одинаковые по размерам – около 10 мм в длину, 8 мм в ширину и 8 мм в толщину. Они имеют форму ладьи или киля, твердые, их цвет варьирует от серовато-зеленого до коричневато-зеленого, и они гладкие и слегка блестящие при опушении. Поверхность листьев очень гладкая с тонким восковым покрытием, слегка пятнистая и с легким покраснением на краях.
Цветки одиночные с цветоножкой длиной до 6 мм и толщиной 2-2,5 мм. Цветоножка бледно-зеленая с красноватым румянцем. Прицветники имеют форму, напоминающую листья, но они вдвое меньше по размеру. Цветки открываются днем и закрываются ближе к вечеру, не имеют запаха. Чашелистиков 6, они равны и имеют красновато-зеленый цвет с тонкими полупрозрачными краями. Лепестки насчитывают от 22 до 25. Они имеют длину 4-5 мм и ширину до 1,5 мм, часто они тупые, их цвет может варьировать от лилового до розового. Тычинки количестве около 16. Они короче стаминодий и имеют сосочковую структуру. Пыльники беловато-желтые, а стаминодии собраны конусовидно, их длина до 80 мм, сверху загнуты, их цвет может быть розовым или белым. Нектарник состоит из примерно 20 темно-зеленых крошечных железок, образующих кольцо. Плод – 5-7-гнездная коробочка, похожая на плоды рода Lampranthus, она может достигать диаметра до 6 мм (до 10 мм в раскрытом состоянии). Плод компактный, черноватый, сверху плоский и снизу полушаровидный. Кили на плоде расширяются параллельно к основанию и расходятся к кончикам. В каждом гнезде находится примерно 20 семян, они имеют утолщенно-грушевидную форму, сильно морщинистую поверхность и темно-коричневый цвет.

## Таксономия
Vlokia S.A.Hammer, первое упоминание в Cact. Succ. J. (Los Angeles) 66(6): 256. (1994).

### Виды
Согласно данным сайта WFO Plantlist на июнь 2023 года, род состоит из 2 видов:
- Vlokia ater S.A.Hammer
- Vlokia montana Klak